# Mniszki (województwo wielkopolskie)
Mniszki – wieś (dawny folwark) w Polsce położona w województwie wielkopolskim, w powiecie międzychodzkim, w gminie Międzychód. Miejscowość wchodzi w skład sołectwa Mnichy-Mniszki.
Nazwa wsi wywodzi się od nazwy sąsiedniej wsi – Mnichy, której właścicielem – jeszcze na początku XV – był klasztor w Paradyżu. Wieś powstała w XVIII wieku prawdopodobnie na gruntach Mnichów, stąd nazwa.
W okresie Wielkiego Księstwa Poznańskiego (1815-1848) miejscowość wzmiankowana jako Mnichy małe należała do wsi mniejszych w ówczesnym pruskim powiecie Międzyrzecz w rejencji poznańskiej. Mnichy małe należały do okręgu kwileckiego tego powiatu i stanowiły odrębny majątek, którego właścicielem był wówczas Unruh. Według spisu urzędowego z 1837 roku wieś liczyła 81 mieszkańców, którzy zamieszkiwali 8 dymów (domostw).
W latach 1975–1998 miejscowość administracyjnie należała do województwa gorzowskiego.
W 2007 r. z inicjatywy Rady Sołeckiej i mieszkańców Mniszek Gmina Międzychód utworzyła Centrum Edukacji Regionalnej i Przyrodniczej, które zajęło zniszczone budynki gospodarskie dawnego folwarku Unruhów.
Zobacz też: Mniszki, Mniszki B